# Amolops
Amolops és un gènere de granotes pertanyent a la família dels rànids.

## Taxonomia
- Amolops aniqiaoensis (Dong, Rao, i Lü, 2005)
- Amolops assamensis (Sengupta, Hussain, Choudhury, Gogoi, Ahmed i Choudhury, 2008)
- Amolops bellulus (Liu, Yang, Ferraris & Matsui, 2000)
- Amolops chakrataensis (Ray, 1992)
- Amolops chapaensis (Bourret, 1937)
- Amolops chunganensis (Pope, 1929)
- Amolops cremnobatus (Inger & Kottelat, 1998)
- Amolops daiyunensis (Liu & Hu, 1975)
- Amolops formosus (Günther, 1876)
- Amolops gerbillus (Annandale, 1912)
- Amolops granulosus (Liu & Hu, 1961)
- Amolops hainanensis (Boulenger, 1900)
- Amolops himalayanus (Boulenger, 1888)
- Amolops hongkongensis (Pope & Romer, 1951)
- Amolops jaunsari (Ray, 1992)
- Amolops jinjiangensis (Su, Yang & Li, 1986)
- Amolops kangtingensis (Liu, 1950)
- Amolops kaulbacki (Smith, 1940)
- Amolops larutensis (Boulenger, 1899)
- Amolops liangshanensis (Wu & Zhao, 1984)
- Amolops lifanensis (Liu, 1945)
- Amolops loloensis (Liu, 1950)
- Amolops longimanus (Andersson, 1939)
- Amolops mantzorum (David, 1872)
- Amolops marmoratus (Blyth, 1855)
- Amolops medogensis (Li i Rao, 2005)
- Amolops mengyangensis (Wu & Tian, 1995)
- Amolops minutus (Orlov i Ho, 2007)
- Amolops monticola (Anderson, 1871)
- Amolops nepalicus (Yang, 1991)
- Amolops panhai (Matsui i Nabhitabhata, 2006)
- Amolops ricketti (Boulenger, 1899)
- Amolops spinapectoralis (Inger, Orlov & Darevsky, 1999)
- Amolops splendissimus (Orlov i Ho, 2007)
- Amolops taiwanianus (Otsu, 1973)
- Amolops tormotus (Wu, 1977)
- Amolops torrentis (Smith, 1923)
- Amolops tuberodepressus (Liu & Yang, 2000)
- Amolops viridimaculatus (Jiang, 1983)
- Amolops wuyiensis (Liu & Hu, 1975)[2][3][4][5][6][7]